# Galiot (mariner)
|  | Si cerqueu altres usos, vegeu Galiot. |

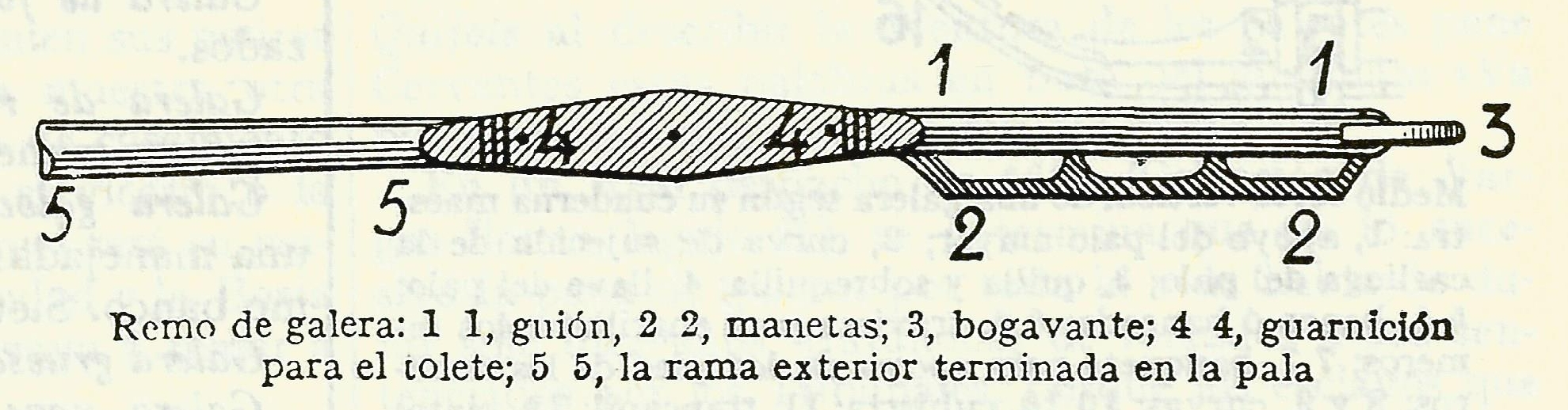
Rem a la galotxa. Detalls del cap interior d'un rem de galera de l'edat moderna o posterior.

Un galiot és un home condemnat a remar a galeres o a un altre vaixell, com a forma de pagament per un delicte o per haver estat capturat en una batalla. Atès l'esforç que suposava, era considerat exclusivament masculí.
El conjunt dels galiots formava la xurma.
No tots els remers o galiots eren condemnats. També hi havia esclaus, forçats a remar sense paga. Però els anomenats bonavoia cobraven un sou. En part eren galiots que, havent acomplert la seva condemna, continuaven fent la mateixa tasca a manca de millors oportunitats. Els remers lliures s'anomenen "companyons" en documents antics.
Els responsables de la xurma eren el còmit i el sotacòmit. Pel que fa a la posició dels remers en els trasts sembla que hi havia palomers, postics i terçols. En les galeres a galotxa, amb tres remers per rem, el remer més important i expert que manejava el guió s'anomenava vogavant.